# Find dig selv
Find dig selv er en dansk kortfilm fra 2000, der er instrueret af Annette K. Olesen efter manuskript af Lars le Dous, Jens Korse og Oliver Zahle.

## Handling
Denne artikel mangler et handlingsreferat. Hjælp os med at skrive det.

## Medvirkende
- Troels Lyby - Per
- Paprika Steen - Karina
- Lars le Dous - Daniel
- Oliver Zahle - Nikolaj
- Ellen Hillingsø - Nina
- Johan Rheborg - Gösta
- Gunilla Paulsen - Göstas kone
- Jens Korse - Chauffør